# 德川吉通
德川吉通（日语：／ Tokugawa Yoshimichi，1689年10月29日—1713年9月15日），日本江戶時代中期大名，尾張藩第四代藩主、御三家之一尾張德川家第四代當主。他是第三代藩主德川綱誠的第十男，母親側室坂崎氏。乳名是藪太郎、吉郎、五郎太。字子中。官職從三位權中納言，諡號立公。

## 生涯
元祿二年（1689年），出生，乳名藪太郎。元祿十三年（1699年），父親綱誠突然逝世，享年四十八歲。才十一歲的吉通便繼承藩主的位子。雖然吉通排行第十，但是由於吉通的九位兄長都已夭折，因此由吉通成為藩主。不過，因為吉通的年齡尚幼，所以由叔父松平義行輔助藩政。吉通的評價很高，是個明君。不過「鸚鵡籠中記」一書反說吉通是個昏君。
正德二年（1712年），據說在將軍德川家宣死前一個月，把寵臣新井白石叫到病榻前，跟他商量有關繼任將軍一事。
家宣說：「天下大事不應該成為私人的事。我不是沒有繼承人，而且年幼的兒子繼承父親的事業，也有很多例子。不如我讓位給尾張的吉通殿怎樣？或者讓鍋松繼承將軍後，讓尾張殿進入西之丸輔佐鍋松，如何？」
白石立即回答。
「您這個憂慮很好。不過，這兩個選擇不一定合適。接班人分成二、三個派系相爭，混亂家族，這樣的例子也有多。若德川將軍御三家為首的德川家和譜代的家臣如果盡心輔佐鍋松君，其實是沒有很大的問題。」
「如果鍋松有個萬一。」
「這就是神君立德川御三家的原因。」
其實，吉通也曾經是家宣心中的將軍繼嗣候選人。正德二年（1712年）家宣去世。翌年正德三年（1713年），正值英年的吉通以二十五歲逝世，繼承人是吉通年幼的長子德川五郎太。
而吉通的死因與父親綱誠相同，是因為包子的食物中毒而死去。不過太過於湊巧，吉通的死也被說是被下毒而死。

## 官職位階履歷
※日期＝舊曆
- 元祿六年（1693年）四月，將幼名吉郎改為五郎太丸。
- 元祿八年（1695年）八月二十五日，改苗自為德川。十二月四日，將軍德川綱吉賜「吉」一字，改名為吉通。任從四位下右兵衛督。
- 元祿十二年（1699年）七月十一日，繼承尾張國名古屋藩主。八月十三日，遷任從三位右近衛權中將。
- 元祿十四年（1701年）十二月十一日，補任參議。
- 寶永元年（1704年）十一月二十八日，轉任權中納言。
- 正德三年（1713年）七月二十六日，逝世。
- 法名：圓覺院賢譽知紹源立。
- 墓所：名古屋市東區筒井的德興山建中寺。

## 家系
- 父親：德川綱誠
- 母親：阿福、下總之方，本壽院（坂崎氏，綱誠的側室）

### 妻妾
- 正室：輔姬（九條輔實女，法號瑞祥院）
- 側室：於さん之方（法號隨緣院）
- 側室：尾上之方（守崎氏，法號清水院）

### 子女
- 長女：千姬，九條幸教室，別名三千君，母側室於さん之方
- 次女：三姬（1710年~1730年）第八代藩主德川宗勝室，母側室尾上之方
- 長子：德川五郎太（1711年~1713年）第五代藩主，母正室輔姬

### 兄弟
- 德川繼友（第六代藩主）
- 松平義孝（美濃高須藩第二代）
- 德川宗春（第七代藩主）
- 松姬（加賀藩第六代藩主前田吉德室）